# Marie Madeleine Togo
Marie Madeleine Togo là một chính trị gia người Mali. Cô phục vụ như Bộ trưởng Bộ Y tế và Vệ sinh Công cộng Mali.